# Oranje kruidenmot
De oranje kruidenmot (Udea ferrugalis) is een vlinder uit de familie van de grasmotten (Crambidae). De wetenschappelijke naam van deze soort is voor het eerst voorgesteld als Pyralis ferrugalis door Jacob Hübner in een publicatie uit 1796.
De spanwijdte van de vlinder bedraagt tussen de 18 en 22 millimeter. 

## Verspreiding
Het leefgebied van deze vlinder beslaat grote delen van Afrika, Azië en Europa.

### Voorkomen in Nederland en België
De oranje kruidenmot is in Nederland en België en een vrij gewone trekvlinder, die zich soms enige tijd kan vestigen. De vliegtijd is eigenlijk het hele jaar door, met nadruk op de herfst.

## Waardplant
De waardplanten van de oranje kruidenmot zijn diverse kruidachtige planten, bijvoorbeeld andoorn, koninginnenkruid en bosaardbei.